# Bradlec (okres Mladá Boleslav)
Obec Bradlec (německy Bradletz) se nachází v okrese Mladá Boleslav ve Středočeském kraji, rozkládá se asi pět kilometrů severně od Mladé Boleslavi poblíž města Kosmonosy. Žije zde přibližně 1 400 obyvatel.

## Historie
Ves byla založena okolo roku 1250 řádem svatého Jana Jeruzalémského. Název Bradlec vznikl nejspíše od slova bradlo (tj. skalnatý útvar).

### Územněsprávní začlenění
Dějiny územněsprávního začleňování zahrnují období od roku 1850 do současnosti. V chronologickém přehledu je uvedena územně administrativní příslušnost obce v roce, kdy ke změně došlo:
- 1850 země česká, kraj Jičín, politický okres Mladá Boleslav, soudní okres Mnichovo Hradiště[4]
- 1855 země česká, kraj Mladá Boleslav, soudní okres Mnichovo Hradiště[4]
- 1868 země česká, politický i soudní okres Mnichovo Hradiště[4]
- 1939 země česká, Oberlandrat Jičín, politický i soudní okres Mnichovo Hradiště[5]
- 1942 země česká, Oberlandrat Praha, politický okres Mladá Boleslav, soudní okres Mnichovo Hradiště[6]
- 1945 země česká, správní i soudní okres Mnichovo Hradiště[7]
- 1949 Liberecký kraj, okres Mnichovo Hradiště[8]
- 1960 Středočeský kraj, okres Mladá Boleslav[9]

Od 1. ledna 1980 do 23. listopadu 1990 byla obec součástí města Mladá Boleslav.

### Rok 1932
Ve vsi Bradlec s 309 obyvateli v roce 1932 byly evidovány tyto živnosti a obchody: čedičové závody, 2 hostince, kovář, krejčí, 2 čedičové lomy, porodní asistentka, 3 rolníci, 2 obchody se smíšeným zbožím, trafika.

## Okolí
Obec se nachází na vyvýšenině sopečného původu nad řekou Jizerou. Vzhledem k atraktivní poloze v blízkosti Mladé Boleslavi, s výhledem na České středohoří, Jizerské hory a Krkonoše, došlo v posledním desetiletí k dynamickému rozvoji obce s rozsáhlou výstavbou.
Přímo v obci se nachází dva zatopené lomy - Švarďák a Toťák. V obou zatopených lomech je možné se koupat, ale jen na vlastní nebezpečí.

## Doprava
Silniční doprava
Do obce vedou silnice III. třídy. Ve vzdálenosti 2 km probíhají silnice I/38 Nymburk – Mladá Boleslav – Doksy – Jestřebí a silnice II/610 Praha – Mladá Boleslav – Turnov.
Železniční doprava
Železniční trať ani stanice na území obce nejsou. Nejblíže obci je železniční stanice Mladá Boleslav-Debř ve vzdálenosti 2 km ležící na trati 070 z Prahy do Turnova.
Autobusová doprava
Do obce zajížděly v květnu 2011 linky Městské autobusové dopravy Mladá Boleslav. 